# Proclamação de ascensão de Carlos III do Reino Unido
Carlos III ascendeu ao trono do Reino Unido e dos demais Reinos da Comunidade de Nações após a morte de sua mãe, Isabel II, na tarde de 8 de setembro de 2022. Embora a sucessão real no Reino Unido ocorra imediatamente após a morte do monarca reinante, a proclamação formal do então Príncipe Carlos como Rei Carlos III ocorreu somente em 10 de setembro de 2022 às 10 da manhã (no horário oficial local). Nesse dia, o Conselho de Adesão reuniu-se no Palácio de St. James, em Londres. A linha de sucessão aplica-se a todos os demais Reinos da Commonwealth, mas o título real proclamado difere em cada um destes países.

## Reino Unido
O Parlamento do Reino Unido reúne na noite de 10 de setembro de 2022, quando os Membros do Parlamento devem jurar lealdade ao novo Soberano e expressar condolências pela morte da monarca falecida. Então, a maioria das atividades parlamentares é suspensa por 10 dias. À tarde, o rei recebe a Primeira-ministra e o Gabinete para uma audiência privada. No mesmo dia, a proclamação da ascensão do rei Carlos III é emitida pelos governos descentralizados de Escócia, País de Gales e Irlanda do Norte.
O Conselho de Adesão de Carlos III foi a primeira cerimônia desse tipo a ser televisionada e transmitida por plataformas de internet. Embora a mídia britânica estivesse consolidada em 1952, durante a ascensão de Isabel II, qualquer forma de transmissão da cerimônia foi proibida por motivos tradicionais e religiosos.

### Texto da proclamação
Conforme lido pelo Secretário do Conselho no Conselho de Adesão em 10 de setembro de 2022:
| Original em inglês | Tradução em português |
| Whereas it has pleased Almighty God to call to His mercy our late Sovereign Lady Queen Elizabeth the Second of Blessed and Glorious memory, by whose Decease the Crown of the United Kingdom of Great Britain and Northern Ireland is solely and rightfully come to the Prince Charles Philip Arthur George: We, therefore, the Lords Spiritual and Temporal of this Realm, and members of the House of Commons, together with other members of Her late Majesty's Privy Council, and representatives of the Realms and Territories, Aldermen, and citizens of London and others, do now hereby, with one Voice and Consent of Tongue and Heart, publish and proclaim, that the Prince Charles Philip Arthur George, is now, by the Death of our late Sovereign of happy Memory, become our only lawful and rightful Liege Lord Charles the Third, by the Grace of God, of the United Kingdom of Great Britain and Northern Ireland, and of his other Realms and Territories, King, head of the Commonwealth, Defender of the Faith: To whom we do acknowledge all Faith and Obedience, with humble affection: beseeching God, by whom Kings and Queens do reign, to bless His Majesty with long and happy years to reign over Us. Given at St James's Palace this tenth day of September in the year of our Lord two thousand and twenty-two. GOD SAVE THE KING!!! | Considerando que aprouve a Deus Todo-Poderoso chamar à Sua misericórdia nossa falecida Soberana Rainha Dona Isabel Segunda de Abençoada e Gloriosa memória, em cujo Falecimento a Coroa do Reino Unido da Grã-Bretanha e Irlanda do Norte veio única e legitimamente ao Príncipe Carlos Felipe Artur Jorge: Nós, portanto, os Senhores Espirituais e Temporais deste Reino, e os membros da Câmara dos Comuns, juntamente com outros membros do Conselho Privado de Sua Majestade saudosa, e representantes dos Reinos e Territórios, Vereadores e cidadãos de Londres e outros, faz agora por este meio, com Voz e Consentimento de Palavra e Coração, publicarmos e proclamarmos que o Príncipe Carlos Felipe Artur Jorge, agora, pela Morte de nossa saudosa Soberana de feliz Memória, torna-se nosso único, legalmente e por direito Susserano Dom Carlos Terceiro, pela Graça de Deus, do Reino Unido da Grã-Bretanha e Irlanda do Norte, e de seus outros Reinos e Territórios, Rei, Chefe da Comunidade das Nações, Defensor da Fé: A quem reconhecemos toda Fé e Obediência, com humilde afeição: suplicando a Deus, por quem Reis e Rainhas reinam, para abençoar Sua Majestade com longos e felizes anos para reinar sobre Nós.' Dado no Palácio de São Jaime no dia dez de setembro do ano de nosso Senhor dois mil e vinte e dois. DEUS SALVE O REI!!! |

## Canadá
A proclamação de Carlos III no Canadá ocorreu no Rideau Hall, em Ottawa, em 10 de setembro, após uma reunião formal do Conselho Privado do Rei para o Canadá, em uma cerimônia que incluiu alardes heráldicos, uma salva de 21 tiros e um momento de pesar em honra da monarca falecida, Isabel II.

### Texto da proclamação
Conforme lido por Samy Khalid, Chefe Heráldico do Canadá:
| Original em inglês | Tradução em português |
| TO ALL TO WHOM these presents shall come or whom the same may in any way concern, GREETING: Whereas our late Sovereign, Queen Elizabeth the Second, passed away on September 8, 2022, by whose death the Crown of Canada vests in His Royal Highness Prince Charles Philip Arthur George; We, the Right Honourable Mary May Simon, Governor General of Canada, assisted by His Majesty’s Privy Council for Canada, proclaim that His Royal Highness Prince Charles Philip Arthur George is now, by the death of our late Sovereign, Charles the Third, by the Grace of God of the United Kingdom, Canada and His other Realms and Territories King, Head of the Commonwealth, Defender of the Faith, to whom we acknowledge faith and allegiance. Given under my Hand and Seal of Office at Ottawa, this tenth day of September, two thousand and twenty-two. LONG LIVE THE KING! | A TODOS A QUEM estes presentes devam chegar ou a quem os mesmos possam de alguma forma dizer respeito, SAUDAÇÕES: Considerando que nossa falecida Soberana, a Rainha Isabel Segunda, faleceu em 8 de setembro de 2022, por cuja morte a Coroa do Canadá investe em Sua Alteza Real o Príncipe Carlos Felipe Artur Jorge; Nós, a Honorável Mary May Simon, Governadora-Geral do Canadá, assistida pelo Conselho Privado de Sua Majestade para o Canadá, proclamamos que Sua Alteza Real o Príncipe Carlos Felipe Artur Jorge é agora, pela morte de nossa falecida Soberana, Carlos Terceiro, pela Graça de Deus do Reino Unido, Canadá e Seus outros Reinos e Territórios, Rei, Chefe da Comunidade das Nações, Defensor da Fé, a quem reconhecemos fé e fidelidade. Dado sob minha assinatura e Selo Oficial em Ottawa, neste décimo dia de setembro de dois mil e vinte e dois. VIDA LONGA AO REI! |